# Тихореченське
Тихореченське (рос. Тихореченское) — селище Балтійського району, Калінінградської області Росії. Входить до складу Дивного сільського поселення.
Населення — 3 особи (2015 рік).

## Населення
| 2002 | 2010 |
| ---- | ---- |
| 8    | ↘3   |